# NGC 7363
NGC 7363 é uma galáxia espiral barrada (SBcd) localizada na direcção da constelação de Pegasus. Possui uma declinação de +33° 59' 55" e uma ascensão recta de 22 horas, 43 minutos e 18,5 segundos.
A galáxia NGC 7363 foi descoberta em 27 de Agosto de 1865 por Heinrich Louis d'Arrest.